# پارک جنگلی نیمبای
پارک جنگلی نیمبای یک پارک جنگلی در گامبیا است. این پارک در ۱ ژانویه ۱۹۵۴ تأسیس شد و ۲۰۲ هکتار وسعت دارد.
این پارک در ارتفاع ۲۸ متری از سطح دریا واقع شده‌است.